# Ponte di Porson
Il ponte di Porson (o legge di Porson) è un fenomeno prosodico che prende il nome dal filologo britannico Richard Porson (1759-1808), che lo enunciò nel 1802 nella prefazione alla sua edizione critica dell’Ecuba di Euripide, e riguarda principalmente la metrica del trimetro giambico in greco antico. Esso consiste essenzialmente in una limitazione della quantità sillabica che si applica in un determinato punto del verso allo scopo di renderlo più uniforme e di migliorarne l'enunciazione.

## Descrizione
Il ponte di Porson consiste nel fatto che, se il trimetro giambico termina con una parola o un gruppo di parole equivalenti a un cretico (–U–), in cui la soluzione della prima sillaba lunga può a volte dare origine a un peone quarto (UUU–), allora l'elemento libero (X) che precede questo cretico, a meno che non si tratti di un monosillabo, dovrà essere realizzato come breve (U).
Una formulazione equivalente è che la legge di Porson "vieta fine di polisillabo con sillaba lunga davanti al cretico finale".
Esempio: il ponte di Porson viene rispettato in
καὶ νῦν ἐπέγνως εὖ μ' ἐπ' ἀνδρὶ δυσμενεῖ (Sofocle, Aiace, v. 18),
mentre non viene rispettato in
ὅτ' ἐγὼ μὲν ὢν Διόνυσος, υἱὸς Σταμνίου (Aristofane, Rane, v. 22).
La legge di Porson non si applica quando il cretico è aperto o interamente costituito da un'enclitica o da una particella pospositiva, poiché il cretico finale non si può più considerare autonomo. Esempio:
ἀλλ' ὡς τάχιστα, παῖδες, ὑμεῖς μὲν βάθρων (Sofocle, Edipo re, v. 142).

## Applicazione
I giambografi arcaici rispettano rigorosamente il ponte di Porson e sembrano anzi evitare anche i monosillabi lunghi prima del cretico finale.
Il trimetro della tragedia rispetta anch'esso rigorosamente il ponte di Porson, con pochissime eccezioni, e similmente si comporta (pur con qualche esempio senza riscontro nella tragedia) il trimetro del dramma satiresco.
Il trimetro del dramma di Epicarmo e della commedia greca (antica, di mezzo e nuova), invece, non osserva la legge di Porson.